# Giulia Luzi
Giulia Luzi (Roma, 3 gennaio 1994) è una cantante, attrice e doppiatrice italiana.

## Biografia
All'età di nove anni inizia a studiare canto con la maestra Rossella Ruini, dal 2005 con Maria Cristina Brancucci, dal 2014 con il Voice Trainer Roberto delli Carri.
Nel 2004 viene scelta dal maestro Ernesto Brancucci per il doppiaggio cantato della Disney: tra i suoi primi lavori, figura il doppiaggio di Miley Cyrus in Hannah Montana, poi Polar Express, L'era glaciale 2, Winnie the Pooh e gli Elefanti, La sirenetta: Quando tutto ebbe inizio e Lazy Town. Nel 2005 la Luzi debutta come doppiatrice per un ruolo non da cantante nel film horror The Descent - Discesa Nelle Tenebre.
Nel 2006 debutta come attrice in televisione con la serie I Cesaroni, nella quale ricopre il ruolo di Jolanda Bellavista, migliore amica e confidente di Alice (Micol Olivieri), e sorella gemella di Gian Maria detto "Budino", che interpreta anche nelle successive stagioni. Nel 2007, esegue alcune canzoni del film Come d'incanto. Nel 2009 è nel cast dalla sesta all'ottava stagione della serie di Rai 1 Un medico in famiglia, in cui, oltre a interpretare il ruolo di Giulia Biancofiore, canta la sigla iniziale (il brano Je t'aime scritto da Emiliano Palmieri ed Anna Muscionico).
Nel 2011 interpreta alcuni brani per il film I Muppet e pubblica il suo primo album Amica Nemica con l'etichetta Cinevox. Nel settembre 2012 è sul set del nuovo film di Ferdinando Vicentini Orgnani Vinodentro, con Vincenzo Amato e Giovanna Mezzogiorno.
Il 2 e il 3 ottobre 2013 ha debuttato all'Arena di Verona in Romeo e Giulietta - Ama e cambia il mondo nel ruolo di Giulietta Capuleti, prodotto da David Zard e per la regia di Giuliano Peparini, prima tappa di una tournée di 5 anni che ha totalizzato oltre 500 repliche e più di 850.000 tappe, toccandone anche alcune estere.
Dall'11 settembre al 20 novembre 2015 è concorrente del programma Tale e quale show, condotto da Carlo Conti su Rai 1, classificandosi terza ed aggiudicandosi di diritto la partecipazione al Torneo dell'edizione successiva.
Partecipa come cantante al veglione Capodanno con Gigi D'Alessio, in onda su Canale 5, per aspettare il 2016, e a quello successivo del 2017.
Nel febbraio 2017 ha partecipato al sessantasettesimo Festival di Sanremo con il brano Togliamoci la voglia in coppia con Raige.
Togliamoci la voglia è anche il titolo del suo secondo album. Viene estratto il brano Paracadute come secondo singolo.
Nell'autunno 2019, per quanto riguarda il suo percorso discografico, cambia nome d'arte semplicemente in GIULIA e pubblica il singolo dalle sonorità elettroniche Rio di cui è autrice assieme a Celeste Gaia.
Nel 2020, Giulia collabora con Samuel Storm, come cantautrice, nel singolo estivo Mon Amour, e nell'ottobre dello stesso anno pubblica il singolo Prescindere da te. Sempre nel 2020 prende parte al film d'animazione candidato Oscar "Over The Moon - Il fantastico mondo di Lunaria", prestando la sua voce nel canto alla protagonista Fei Fei.
Da maggio 2020 Giulia conduce a Radio Italia Anni 60 un programma di musica live di cui è anche ideatrice e conduttrice, dal titolo "Su Per Giù...Lia!"
Nel 2022 vince il Premio “Microfono d’Oro” per la sua attività radiofonica.
Nel maggio del 2022 conduce, in coppia con Andrea Dianetti, il concertone “Play Music Stop War” a Piazza del Popolo, organizzato dalla Comunità di Sant’Egidio. 
A settembre dello stesso anno è scelta dalla Regione Lazio e da AIASC (Associazione Italiana Arte Sport e Cultura) come ambassador italiana dell’evento “YOU 2022”, voluto da ONU secondo l’agenda sulla sostenibilità 2030, per il quale conduce e canta nella prestigiosa Sala Petrassi dell’Auditorium Parco della Musica di Roma. 
Giulia torna inoltre al cinema in una nuova veste: è la protagonista della colonna sonora del nuovo film di Edoardo Falcone “Il principe di Roma” (musiche di Michele Braga), nelle sale dal 17 novembre 2022, prodotto da Lucky Red e Rai Cinema in collaborazione con Sky Cinema, con il brano “Tutte le notti in sogno”. 
Nel 2024 ha doppiato Loto, nel film Disney, Oceania 2 e, sempre nello stesso anno, ha cantato la colonna sonora del film Il robot selvaggio, prodotto dalla DreamWorks, e ha partecipato al 67º Zecchino d'Oro, come autrice del brano "Il Principe Futù".

## Teatro
- Gli imprevedibili ragazzi de I Cesaroni, regia di Giorgia Giuntoli (2010)
- Romeo e Giulietta - Ama e cambia il mondo, regia di David Zard (2013)
- Mare fuori - il musical, regia di Alessandro Siani (2023-in corso)

## Filmografia
- I Cesaroni – serie TV (2006-2014)
- Un medico in famiglia – serie TV (2009-2013)
- Vinodentro, regia di Ferdinando Vicentini Orgnani (2013)

## Doppiaggio

### Film
- Molly Kayll in The Descent - Discesa nelle tenebre[14]
- Eva Celia in The Shadow Strays

### Film d'animazione
- Fahima in Flee[15]
- Loto in Oceania 2
- Essi Daven in The Witcher: Le sirene degli abissi

### Film d'animazione (Doppiaggio cantato)
- Hero Girl in Polar Express
- Ariel in La sirenetta - Quando tutto ebbe inizio[16]
- Fei Fei in Over the Moon - Il fantastico mondo di Lunaria
- Marinette/Lady Bug in Miraculous - Le storie di Lady Bug e Chat Noir: Il film

Canta come solista in:
- Trilli e il grande salvataggio[17]
- Winnie the Pooh e gli Efelanti[18]
- Come d'incanto
- Bambi 2 - Bambi e il Grande Principe della foresta
- L'era glaciale 2 - Il disgelo
- Tarzan 2
- Le follie di Kronk[19]
- Il robot selvaggio

### Serie televisive (Doppiaggio cantato)
- Miley Cyrus in Hannah Montana
- Francesca in Raven
- Buona Fortuna, Charlie! (sigla)
- Non può essere! (sigla)
- Stephanie in Lazy Town (st 1-2)

### Serie televisive e cartoni animati (Doppiaggio parlato)
- Carlita in La casa delle bambole di Gabby
- Sola in Strange Planet - Uno strano mondo
- Noaf in AlRawaby - School for girls

### Cartoni animati (Doppiaggio cantato)
- Jojo in Il circo di Jojo
- Darby in I miei amici Tigro e Pooh
- Vanessa Doofenschmirtz in Phineas e Ferb
- Dottoressa Peluche (sigla)
- La casa di Topolino (sigla)

### Videogiochi
- Operatrice laboratorio, bambina e elicotterista in UFO Robot Goldrake: Il banchetto dei lupi[20]

## Televisione
- Tale e quale show (Rai 1, 2015) concorrente
- Tale e quale show - Il torneo (Rai 1, 2015-2016) concorrente
- Capodanno con Gigi D'Alessio (Canale 5, 2015 e 2016)
- Festival di Sanremo (Rai 1, Eurovisione, 2017)
- Made in Sud (Rai 2, 2017)
- Scanzonissima (Rai 2, 2018)
- Zecchino d'Oro (Rai 1, 2024)

## Discografia
- 2011 – Amica nemica
- 2017 – Togliamoci la voglia

## Singoli
- 2009 - Je T'aime
- 2011 - Mari di Mondi
- 2015 - L'amore che torna
- 2016 - Un abbraccio al sole
- 2017 - Togliamoci la voglia (con Raige)
- 2017 - Paracadute
- 2019 - Rio
- 2020 - Mon Amour (con Samuel Storm)
- 2020 - Prescindere da te
- 2024 - Il Principe Futù (autrice)